# Musvåge
Musvågen (latin: Buteo buteo) er en kraftig, bredskuldret rovfugl. Den er fredet i Danmark.

## Udbredelse
Den findes fra Europa til Asien og er en almindelig ynglefugl i Danmark med omkring 6.000 par i år 2000. I træktiden (marts-april og september-oktober) passerer yderligere tusinder af musvåger Danmark på deres vej til eller fra Sverige. Omkring halvdelen af de ynglende par i Danmark er standfugle, resten, oftest ungfuglene, trækker til Vest- og Sydeuropa for vinteren.
Musvågen findes over hele landet, men er dog en smule mere almindelig i østdanske løvskove end i vestjyske nåleskove. Den holder til i varieret landskab med både åbne engarealer og skove. Reden bygges i et højt træ i skoven, mens føden oftest findes i det åbne terræn.

## Kendetegn
Musvågen er brun, men med mange farvevarianter fra næsten hvid til helt mørk. Den er 51-57 cm lang med forholdsvis korte, brede vinger med fem "fingre" og med et vingefang på 113-128 cm. Dens hale er ret kort og lige afskåret. De helt lyse musvåger kaldes også "børringevåger". Oversiden er oftest ensartet brunlig, mens fuglen ofte på undersiden har et lyst brystbånd. Halen er grålig med mange tværbånd og et tydeligt randbånd yderst. Ved knoen på undersiden af vingen har fuglen ofte mørke pletter samt mørke randbånd.
Musvågens kald høres i yngletiden. Det er en høj mjavende lyd: Hi-æææ.

### Forveksling
Musvågen kan let forveksles med fjeldvågen, der dog altid har hvid overgump, et mørkt bånd over bugen, mørkt bånd yderst på halen og fjerklædte ben. Hvepsevågen kan også ligne musvågen, men den har slankere hale og et mindre, mere dueagtigt hoved.

## Føde
Musvåger er meget alsidige i deres valg af føde. De spiser små pattedyr fx mus såvel som krybdyr, regnorme, større insekter, padder, fugle og ådsler.
Musvågens jagtteknik veksler med terrænet, hvad den jager efter og årstiden. Musvågen bruger ofte en jagtteknik hvor, den sidder i et træ, på en pæl, eller en stor sten og venter på et bytte. Særligt om vinteren kan man langs motorveje og landeveje se musvåger i denne venteposition. Her fungerer de som naturens skraldemænd, da de også lever af de trafikdræbte dyr. Om sommeren kan man se musvågen gå eller løbe efter biller og regnorme på jorden. Når musvågen jager over åbent land, kredser den lavt over terrænet på stive vinger, mens den spejder ned på jorden under den. Ser den et byttedyr, slår den direkte ned på det. Musvågen "muser" sjældent som tårnfalken. Det ses oftere hos fjeldvågen.

## Flyveteknik
Musvågen flyver højt på himlen med stive, ikke ret dybe vingeslag. Den svæver med vingerne udbredt i et fladt "V" i sin søgen efter føde eller på træk. Musvågen kredser på varme opvinde, til den er kommet højt op. Så samler den vingerne lidt og glider nedad, til den finder en ny opadgående luftstrøm. På denne måde kan Musvåger bevæge sig over store afstande uden at bruge ret meget energi. Da musvågen udnytter termik ligesom svævefly, søger mange svæveflyvepiloter med held hen, hvor musvågerne kredser.

## Yngel og territorier
Fuglens kald høres i yngletiden som en høj mjavende lyd: Hi-æææ. Musvågen er monogam, og de ynglende fuglepar opretholder de bedste territorier. Hunnen lægger 2-3 æg, og mens den ruger, fanger hannen føde, som hunnen parterer og fodrer ungerne med. Overvintrende trækfugle, der kommer til landet nordfra i efteråret, opretholder også territorier, som de typisk vender tilbage til år efter år. Men de må tage til takke med de mindre gode områder, som standfuglene har levnet.

## Billeder
- Musvåge i flugt.
- Musvåge fra Spanien.
- Musvåge på udkigspost. Foto: Marek Szczepanek
- Musvåge ved Møgeltønder Kog. Foto: Malene Thyssen, 2004.
- Musvågeæg fra museumssamling.